# 李起昇
李 起昇（い きすん、1952年5月30日 - 2021年5月20日）は、在日二世の日本の作家、公認会計士。

## 人物・来歴
山口県出身。福岡大学商学部卒。民団中央本部を経て、公認会計士・税理士として活動する。
1985年「ゼロはん」で群像新人文学賞受賞、芥川賞候補。

## 著書
- 『ゼロはん』講談社 1985
- 『本当は簡単パチンコ会計』ビジョンサーチ社 2004-06
- 『〈在日〉文学全集 李起昇・朴重鎬・元秀一』勉誠出版 2006
- 『入門　パチンコ会計』ビジョンサーチ社 2010
- 『胡蝶』フィールドワイ 2013
- 『日本は韓国だったのか韓国は日本だったのか かつて日本語は海を越えて話されていた』フィールドワイ 2016
- 『チンダルレ = KOREAN ROSEBAY』フィールドワイ, 2018.3
- 『鬼神たちの祝祭』フィールドワイ, 2019.11
- 『泣く女 全編書き下ろし短編集』フィールドワイ, 2021.3